# Strobilanthes simonsii
Strobilanthes simonsii är en akantusväxtart som beskrevs av T. Anders.. Strobilanthes simonsii ingår i släktet Strobilanthes och familjen akantusväxter. Inga underarter finns listade i Catalogue of Life.